# 瓜生敏彦
瓜生 敏彦（うりう としひこ）は、日本の撮影監督である。

## 経歴
『ゴンドラ』などの撮影を手がけた。フィリピンのマニラにおいて『神の子たち』の撮影中に銃撃を受けて負傷したが、一命を取り留めた。その後はフィリピンに在住し、撮影技師の仕事を続けているほか、NPO法人Creative Image Foundationを設立し、マニラの貧しい子供たちに教育と表現の場を提供している。

## フィルモグラフィー
特記のない作品は撮影を担当。

### 映画
- 三里塚 五月の空 里のかよい路（1977年） - 録音
- 幻想のティダン（1980年）
- 東京裁判（1982年） - 撮影助手
- 神田川淫乱戦争（1983年）
- ドレミファ娘の血は騒ぐ（1985年）
- 追跡 自白調書 東峰十字路裁判（1985年）
- 団地妻・ONANIE（1985年）
- 歌舞伎長番外地 ラスト・ONANIE（1985年）
- 星空のむこうの国（1986年）
- エキサイティング・エロ 熱い肌（1986年）
- ゴンドラ（1987年）
- キクロプス（1987年）
- 六本木令嬢 ふ・し・だ・ら（1987年）
- ロリータ・バイブ責め（1987年）
- ロリータ・エクスタシー 肉あさり（1987年）
- 暴行本番（1987年）
- 草とり草紙（1988年）
- 危ない話（1989年）
- (生)盗聴リポート 痴話（1993年）
- 忘れられた子供たち スカベンジャー（1995年）
- 神の子たち（2001年）
- 恋するトマト（2005年） - ライン・プロデューサー
- BASURA バスーラ（2009年）

### オリジナルビデオ
- マルサの女をマルサする（1987年）

### ドキュメンタリー
- 『たずね人の時間-ダバオに残された日系人』 1989年 放送文化基金賞 受賞
- 『密林に生きる大和魂』日比混血軍属45年目の直訴 1990年
- ネイチァリングスペシャル　欲望の大河アマゾン 1990年　　日本民間放送連盟賞（第３８回教養番組部門最優秀）、放送文化基金賞（第１７回ドキュメンタリー番組部門奨励賞）、ＡＴＰ賞（第８回ベスト２０番組）、ギャラクシー賞（第２８回奨励賞）